# بيير أندريه (سياسي)
بيير أندريه (بالفرنسية: Pierre André)‏ هو سياسي فرنسي، ولد في 29 يونيو 1947 في فرنسا. حزبياً، نشط في الاتحاد من أجل حركة شعبية والتجمع من أجل الجمهورية. وقد انتخب عضو مجلس الشيوخ الفرنسي وانتخب عضو مجلس جهوي وانتخب رئيس بلدية ‏ سانت كونتين (18 يونيو 1995 – 27 سبتمبر 2010).